# Flight 666
Pour plus de détails, voir Fiche technique et Distribution.
Flight 666 est un film d'horreur américain réalisé par Rob Pallatina, sorti en 2018. Il met en vedettes dans les rôles principaux Paul Logan, Liz Fenning, Clarissa Thibeaux, Jose Rosete et Joseph Michael Harris.

## Synopsis
Le vol international Pan US 57 décolle pour un vol de nuit vers New York, mais il se heurte bientôt à une tempête. Peck (Justin Hoffmeister), un passager, panique après avoir cru voir des silhouettes fantomatiques sur l’aile. Il doit être maîtrisé par le sky marshal Thaddeus. D’autres choses tournent mal : les salades embarquées à bord grouillent d’asticots, les passagers voient des apparitions fantomatiques et il y a des pannes de courant, tandis que le pilote est obligé de faire des virages brusques en raison de la tempête. Les gens dans les toilettes voient une silhouette fantomatique dans le miroir, et ils sont mystérieusement transportés dans la soute à bagages. Un cadavre en robe rouge marche dans l’allée centrale. Les gens entendent des voix dans leurs écouteurs, tandis que le mot « Meurtre » apparaît écrit dans la buée de condensation sur l’une des fenêtres de la cabine. Alors que Thaddeus et l'hôtesse de l'air Alice tentent de gérer la panique parmi les passagers, ils arrivent à la conclusion que le vol est hanté. Les passagers et l’équipage commencent à réaliser que les forces invisibles qui menacent tout le monde à bord sont en fait les esprits de femmes assassinées, déterminées à arrêter leur meurtrier qui est à bord. Celui-ci fera tout pour éviter d’être démasqué et rester libre.

## Distribution
- Paul Logan : Austin
- Liz Fenning : Alice
- Clarissa Thibeaux : Danika
- Josell Mariano : Hayao[1]
- Jose Rosete : Thad
- Joseph Michael Harris : Capitaine Jack Hanstock
- Greg Furman : Ryan
- Shamar Philippe : Brandon
- Jesse James D'Angelo : Liam
- Renée Willett : Anna
- Justin Hoffmeister : Devon Peck
- Noa Pharaoh : Fred
- Lisa Goodman : Tanie
- Jannica Olin : Kimberly
- Mercedes Young : Fantôme noyée
- Ashley Doris : Fantôme enceinte
- Terry Woodberry : Le père de Brandon
- Janet Woodberry : La mère de Brandon[2]

## Production
Le film est sorti le 2 décembre 2018 en France.

## Accueil

### Réception critique
Sur Allociné, Ezhirel estime que « la première demi-heure est plutôt intéressante, et nous replonge (…) dans l'ambiance de l'un des meilleurs épisodes de Twilight Zone. Vient ensuite la seconde demi-heure où les mystères surnaturels s'enchaînent avec moins de subtilité. Le plus gros point faible de cette partie étant les dialogues, souvent mal pensés et mal écrits. Et enfin, la dernière demi-heure, celle qui résout l'intrigue, et qui est totalement grotesque.
Moria considère également que le fou qui voit des créatures effrayantes sur l’aile rappelle beaucoup l’épisode de The Twilight Zone intitulé Cauchemar à 20 000 pieds (1963), qui a fait plus tard l’objet d’un remake dans un épisode de Twilight Zone: The Movie (1983). Toutefois le film le plus proche de Flight 666 serait Flight 7500 (2014) réalisé par Takashi Shimizu, une histoire de fantômes se déroulant à bord d’un avion.